# إتش إم إس ترنشن
إتش إم إس ترنشن (رقم الراية پي 353) كانت غواصة بريطانية ضمن المجموعة الثالثة من الفئة تي التي تتبع للبحرية الملكية، دخلت الخدمة في الأشهر القليلة الماضية من الحرب العالمية الثانية. وتُعد إلى اليوم الغواصة الوحيدة في البحرية الملكية التي تحمل اسم ترنتشان. قبل بيعها لإسرائيل في 1968 وتكليفها بالخدمة في البحرية الإسرائيلية تحت اسم آخي دولفين.

## خدمتها

### في البحرية الملكية
خرجت جميع غواصات المجموعة 1 والمجموعة 2 الباقية للفئة تي من الخدمة في نهاية الحرب، بينما احتفظت البحرية الملكية بالمجموعة 3 (التي كانت من البناء الملحوم بدلاً من المبرشم) وزودتها بصواري غطس.

### في البحرية الإسرائيلية
اشترت البحرية الإسرائيلية ثلاث غواصات من الفئة تي هي إتش إم إس تربن وإتش إم إس طوطم وإتش إم إس ترنشن، التي أطلقت عليها اسم دولفين. وانضمت إلى سلاح البحرية الإسرائيلي في 1968.
تفككت دولفين للخردة في نهاية المطاف في 1977. وبحلول وقت إيقاف تشغيلها، كانت الغواصة الوحيدة من فئة تي العاملة في العالم.

## إرثها
أُطلقّ اسمها على غواصة من فئة دولفين تخدم في البحرية الإسرائيلية منذ 27 يوليو 1999.